# Limnephilus eocenicus
Limnephilus eocenicus är en nattsländeart som beskrevs av Cockerell 1920. Limnephilus eocenicus ingår i släktet Limnephilus och familjen husmasknattsländor. Inga underarter finns listade i Catalogue of Life.